# Alexandr I. Jagellonský
Alexandr Jagellonský (5. srpna 1461 Krakov – 19. srpna 1506 Vilnius) byl litevským velkoknížetem (1492–1506) a později polským králem (1501–1506).
Narodil se jako čtvrtý syn Kazimíra IV. Jagellonského a jeho choti Alžběty Habsburské. Jeho vychovatelem byl známý historik Jan Długosz. Alexandr pobýval v mládí často na Litvě a znal litevský jazyk.

## Litevský velkokníže
Po smrti svého otce Kazimíra IV. byl Alexandr zvolen litevskou radou velkoknížetem. Polským králem se stal jeho starší bratr Jan I. Albrecht. Tím došlo k zániku polsko-litevské personální unie, spojení mezi oběma zeměmi se maximálně uvolnilo a ani vztahy mezi jejich vládci nebyly příliš přátelské. Nicméně otevřený konflikt mezi bratry nikdy nevypukl.
Litevcům imponovalo, že Kazimír usiloval s pomocí svých rádců o samostatnou, na Polsku nezávislou, zahraniční politiku země. Jako litevský velkokníže musel řešit téměř neustálé problémy na neklidné moskevsko-litevské hranici, neboť Moskva usilovala o rozšíření své vlády na původně ruská území, která se nacházela již delší dobu pod nadvládou Litvy. V době jeho nástupu na litevský velkoknížecí stolec probíhala od přelomu let 1486/1487 první litevská válka s Moskevskou Rusí, kde vládl Ivan III. Měla charakter pohraničních střetů, během kterých přešla pod svrchovanost Moskvy mnohá knížectví z povodí horní Oky, aniž jim v tom mohl Kazimír IV. zabránit.
Alexandr dal vzápětí po svém nastoupení na trůn najevo ochotu uzavřít s Moskvou mír. V tom ho podporoval jeho bratr Jan Albrecht, který si přál mít zajištěnou východní hranici jagellonských držav. Obávali se totiž možných nájezdů ze strany krymských Tatarů, kteří byli již od roku 1466 Ivanovými spojenci. Alexandrovou hlavní snahou ve vztahu k moskevskému státu se stalo omezení jeho expanzívních snah prostřednictvím dynastického spojení jagellonského a rurikovského domu. Moskva tuto nabídku přijala. Mírová smlouva byla uzavřena roku 1494 a Litva z ní neměla téměř žádné výhody, neboť musela souhlasit se dvěma značnými územními ústupky. Moskvě připadla oblast okolo Vjazmy a knížectví na horní Oce, která během války získala. Hranice moskevského státu se tak přiblížily ke Smolensku, důležitému strategickému bodu, který Rusové nehodlali ponechat v rukách Litevců.
Na potvrzení smlouvy uzavřel Alexandr sňatek z jednou ze tří dcer Ivana III. Helenou. Nezískal tím žádné věno, domníval se však, že dynastický svazek zajistí jeho zemi mír ze strany Rusů. Jeho úvahy však byly mylné. Velkokníže musel samozřejmě slíbit, že jeho choť bude moci svobodně vyznávat pravoslavnou víru svých předků a že ji nebude nutit stát se katoličkou. Proti vůli nastávajícího tchána se mu nepodařilo prosadit ani to, že pokud by si Helena sama přála konvertovat, bude její přání rozhodující. To se do budoucna stalo pro Ivana III. stálou záminkou pro stížnosti proti Alexandrovi a nakonec i záminkou pro vypuknutí další rusko-litevské války.

## Polský král

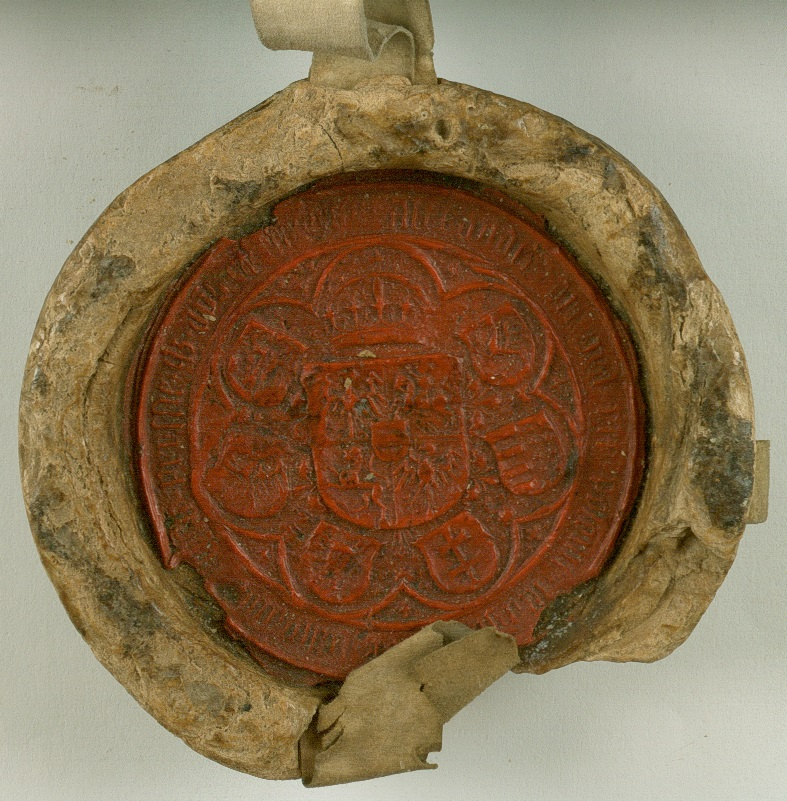
Pečeť Alexandra Jagellonského, 1504

V červnu 1501 zemřel Jan Albrecht a Alexandrovy zahraničně politické cíle dostaly jinou orientaci. Velkokníže si přál stát se jeho nástupcem, a upevnit tak polsko-litevskou unii. Ačkoliv se Litva právě nacházela ve válce s moskevským státem, vydal se urychleně do Krakova, aby se ucházel o osiřelý polský trůn, o nějž měli zájem také jeho bratři, nejstarší Vladislav, který již byl králem českým a uherským, a nejmladší Zikmund, jenž zatím nezískal žádnou vládu.
Alexandr svého zvolení polským sejmem skutečně dosáhl, ovšem za cenu ústupků šlechtě. Korunovaci nového polského krále provedl jeho mladší bratr hnězdenský arcibiskup a primas polské církve Frederyk Jagellonský v katedrále v krakovském Wawelu za přítomnosti královny matky Alžběty Habsburské. Alaxandrova manželka Helena Moskevská korunována polskou královnou být nemohla, bránilo jí v tom pravoslavné vyznání.
Alexandrovou volbou došlo k dalšímu upevnění polsko-litevské personální unie. Alexandr se však vzdal dědičných práv na litevské velkoknížectví, kterému měl napříště vládnout jako veliký kníže ten, kdo bude zvolen polským králem.
Smlouva o unii, uzavřená v roku 1501, potvrdila užší vazbu litevského velkoknížectví na polský stát a oslabila pozice Jagellonců v Litvě. Velkokníže měl být napříště volen současně s polským králem.
Roku 1505 se sejm v Radomi usnesl na tzv. radomské konstituci, jejíž součástí byl zákon Nihil novi, který dále omezil panovnickou moc v Polsku ustanovením, že král může nadále vydávat zákony jen ve spolupráci se sejmem.
Alexandr zemřel ve Vilniusu ve věku 45 let a byl zde jako jediný z jagellonských králů také pohřben, a to v katedrále sv. Stanislava. Jeho manželství zůstalo bezdětné, proto byl za následníka vybrán jeho nejmladší bratr Zikmund I. Starý.